# Beverly D’Angelo
Beverly Heather D’Angelo (Upper Arlington, Ohio, 1951. november 15. –) olasz származású amerikai színésznő, énekesnő.
Pályafutása során olyan filmekkel vált ismertté, mint a Hair (1979), A szénbányász lánya (1980), A vágy villamosa (1984), a Családi vakáció (1985) és annak folytatásai, valamint az Amerikai história X (1998). Szerepléseit egy Golden Globe- és egy Primetime Emmy-díjra jelölték. Az ezredfordulót követően televíziós sorozatokban is gyakran feltűnik (Esküdt ellenségek: Különleges ügyosztály, Törtetők).

## Színészi pályafutása
Színészi pályafutását a Broadway színpadán kezdte, majd 1977-ben az Annie Hall című romantikus vígjátékban kapott egy kisebb szerepet. Ezt az 1978-as Mindenáron vesztes című vígjáték és egyik legismertebb alakítása, az 1979-es Hair című musical követte. Az 1980-as A szénbányász lánya című életrajzi témájú zenés filmmel érte el a filmvásznon a legnagyobb kritikai sikert. Patsy Cline countryénekes szerepében Golden Globe-díjra jelölték mint legjobb női mellékszereplőt. Az 1980-as években számos tévéfilmben feltűnt, az 1984-es A vágy villamosa-feldolgozással Primetime Emmy-jelölést szerzett legjobb női mellékszereplő (minisorozat vagy tévéfilm) kategóriában. A tévéfilmben Treat Williamsszel közösen szerepel, aki a Hair című filmben is színésztársa volt.
1983-ban tűnt fel a Családi vakáció című vígjátékban Chevy Chase oldalán. 1985 és 2015 között a film további négy folytatásában, illetve egy kapcsolódó rövidfilmben is szerepelt. 2014-ben tervben volt egy televíziós sorozat Chev & Bev címmel, Chase, illetve D’Angelo főszereplésével, de az végül nem valósult meg. Az 1990-es évek folyamán a színésznő főként független filmekben volt látható. Az Amerikai história X című 1998-as filmdrámában Doris Vinyardot, a főszereplő neonáci testvérpár édesanyját alakította. 
1999-ben a Vágyrajárók című szituációs komédia négy epizódjában vállalt szerepet. 2003 és 2008 között az Esküdt ellenségek: Különleges ügyosztály című bűnügyi drámasorozatban volt visszatérő szereplő. 2005-től 2011-ig a HBO Törtetők című vígjátéksorozatában szerepelt. A 2016-ban indult, Shooter című drámasorozatban szintén visszatérő szerepben tűnt fel.

## Magánélete
1981-ben házasodott össze Don Lorenzo Salviati olasz herceggel. 1984-ben különköltöztek, majd 1995-ben elváltak. D’Angelo később Anton Furst Oscar-díjas látványtervezővel állt romantikus kapcsolatban, annak 1991-es öngyilkosságáig.
1997 és 2003 között a színésznő Al Pacino romantikus partnere volt, kapcsolatukból 2001-ben egy fiú-lány ikerpár született.

## Filmográfia

### Film
| Év   | Magyar cím                            | Eredeti cím                               | Szerep                              | Magyar hang        |
| ---- | ------------------------------------- | ----------------------------------------- | ----------------------------------- | ------------------ |
| 1977 | Annie Hall                            | Annie Hall                                | színésznő Rob TV-showjában          | Dallos Szilvia     |
| 1977 | Az őrszem                             | The Sentinel                              | Sandra                              |                    |
| 1977 |                                       | First Love                                | Shelley                             |                    |
| 1978 | Mindenáron vesztes                    | Every Which Way but Loose                 | Echo                                | Málnai Zsuzsa      |
| 1979 | Hair                                  | Hair                                      | Sheila Franklin                     | Bertalan Ági       |
| 1979 | Hair                                  | Hair                                      | Sheila Franklin                     | Orosz Anna         |
| 1979 | Hair                                  | Hair                                      | Sheila Franklin                     | Orosz Helga        |
| 1980 | A szénbányász lánya                   | Coal Miner's Daughter                     | Patsy Cline                         | Vándor Éva         |
| 1981 | Mulató a sztrádán                     | Honky Tonk Freeway                        | Carmen Odessa Shelby                |                    |
| 1981 | Papa, mama és egy baba                | Paternity                                 | Maggie                              |                    |
| 1982 | Tűtorony                              | Highpoint                                 | Lise                                |                    |
| 1983 | Családi vakáció                       | National Lampoon's Vacation               | Ellen Griswold                      | Orosz Helga        |
| 1984 | Utazó koporsó                         | Finders Keepers                           | Standish Logan                      | Kovács Nóra        |
| 1985 | Cheech és Chong – Kifelé a szobámból! | Get Out of My Room                        | Harriet                             |                    |
| 1985 | Európai vakáció                       | National Lampoon's European Vacation      | Ellen Griswold                      | Prókai Annamária   |
| 1986 | Egy kis gubanc                        | Big Trouble                               | Blanche Rickey                      | Für Anikó          |
| 1987 | A bum-bum kölyök (A nősülés örömei)   | In the Mood                               | Francine Glatt                      |                    |
| 1987 | Ária                                  | Aria                                      | Gilda                               |                    |
| 1987 |                                       | Maid to Order                             | Stella Winston                      |                    |
| 1988 |                                       | Trading Hearts                            | Donna Nottingham                    |                    |
| 1988 | Pajzán kísértetek                     | High Spirits                              | Sharon Brogan Crawford              | Hegyi Barbara      |
| 1988 | Pajzán kísértetek                     | High Spirits                              | Sharon Brogan Crawford              | Zborovszky Andrea  |
| 1989 |                                       | Cold Front                                | Amanda O'Rourke                     |                    |
| 1989 | Karácsonyi vakáció                    | National Lampoon's Christmas Vacation     | Ellen Griswold                      | Tóth Enikő         |
| 1989 | Karácsonyi vakáció                    | National Lampoon's Christmas Vacation     | Ellen Griswold                      | Vándor Éva         |
| 1990 | Élünk, halunk, örökölünk              | Daddy's Dyin': Who's Got the Will?        | Evalita Turnover                    |                    |
| 1990 | Csendes terror                        | Pacific Heights                           | Ann Miller                          |                    |
| 1991 | A csoda                               | The Miracle                               | Renee Baker                         |                    |
| 1991 | A tévedések pápája                    | The Pope Must Die                         | Veronica Dante                      | Farkas Zsuzsa      |
| 1991 | Magányos szívek                       | Lonely Hearts                             | Alma                                |                    |
| 1992 | Zűrös manus                           | Man Trouble                               | Andy Ellerman                       | Orosz Helga        |
| 1994 | Jack, a villám                        | Lightning Jack                            | Lana Castel                         | Söptei Andrea      |
| 1995 |                                       | The Crazysitter                           | Edie                                |                    |
| 1996 | Szemet szemért                        | Eye for an Eye                            | Dolly Green                         | Vándor Éva         |
| 1996 | Szemet szemért                        | Eye for an Eye                            | Dolly Green                         | Hegyi Barbara      |
| 1996 | Sivatagi játékok                      | Edie & Pen                                | kocsmárosnő                         |                    |
| 1996 | Örök szerelem                         | Love Always                               | Miranda                             |                    |
| 1997 | Vegasi vakáció                        | Vegas Vacation                            | Ellen Griswold                      | Kovács Nóra        |
| 1997 |                                       | Die Story von Monty Spinnerratz           | Mrs. Dollart                        |                    |
| 1997 | Út a pokolba                          | Nowhere                                   | Dark anyja                          |                    |
| 1997 |                                       | Pterodactyl Woman from Beverly Hills      | Pixie Chandler                      |                    |
| 1997 | The Good Life (nem mutatták be)       |                                           |                                     |                    |
| 1998 |                                       | Merchants of Venus                        | Cody                                |                    |
| 1998 |                                       | Illuminata                                | Astergourd                          |                    |
| 1998 |                                       | With Friends Like These...                | Theresa Carpenter                   |                    |
| 1998 | Amerikai história X                   | American History X                        | Doris Vinyard                       | Kovács Nóra        |
| 1998 |                                       | Divorce: A Contemporary Western           | Linda                               |                    |
| 1999 |                                       | Sugar Town                                | Jane                                |                    |
| 1999 |                                       | Jazz Night (rövidfilm)                    | Kate Winslow                        |                    |
| 2000 | Pop, csajok satöbbi                   | High Fidelity                             | lemezeket áruló nő (törölt jelenet) |                    |
| 2001 |                                       | Women in Film                             | Phyllis Wolf                        |                    |
| 2001 |                                       | Happy Birthday                            | táskás hölgy (cameo)                |                    |
| 2001 | Kapás van!                            | Summer Catch                              | anya (cameo)                        |                    |
| 2003 |                                       | Where's Angelo? (rövidfilm)               | Nanny nagynéni                      |                    |
| 2004 | Égnek áll                             | Hair High                                 | Darlene (hangja)                    |                    |
| 2004 | Sorsfordító rabbi                     | King of the Corner                        | Betsy Ingraham                      |                    |
| 2006 |                                       | Gamers: The Movie                         | Gordon anyja                        |                    |
| 2006 | Sokk a jóból                          | Relative Strangers                        | Angela Minnola                      | Szórádi Erika      |
| 2007 |                                       | Game of Life                              | Kathy                               |                    |
| 2007 | Harc a Terra bolygóért                | Terra                                     | Wright kihallgatótiszt (hangja)     |                    |
| 2008 | Kalandférgek 2. – Öbölből vödörbe     | Harold & Kumar Escape from Guantanamo Bay | Sally                               |                    |
| 2008 |                                       | Partigiano                                | anya ((hangja)                      |                    |
| 2008 | A házinyuszi                          | The House Bunny                           | Mrs. Hagstrom                       | Menszátor Magdolna |
| 2009 | Mackómentő akció                      | Aussie and Ted's Great Adventure          | Zelda nagynéni                      |                    |
| 2009 |                                       | Black Water Transit                       | Valeriana Schick                    |                    |
| 2010 |                                       | Hotel Hell Vacation (rövidfilm)           | Ellen Griswold                      |                    |
| 2010 |                                       | April 86 (rövidfilm)                      | Rose D'Andrea                       |                    |
| 2012 |                                       | I Heart Shakey                            | Sheila                              |                    |
| 2013 | Bérgyilkos hősök                      | Bounty Killer                             | Lucille                             |                    |
| 2013 | Cindy karácsonya                      | All American Christmas Carol              | Jövő Karácsony Szelleme             |                    |
| 2014 |                                       | Popcorn Ceiling                           | Jerri                               |                    |
| 2015 | Véletlenből szerelem                  | Accidental Love                           | Helen Eckle                         | Orosz Helga        |
| 2015 |                                       | Under the Bed                             | Sandra Monroe                       |                    |
| 2015 | Vakáció                               | Vacation                                  | Ellen Griswold                      | Kovács Nóra        |
| 2016 |                                       | Dreamland                                 | Marie                               |                    |
| 2017 | Wakefield                             | Wakefield                                 | Babs                                |                    |
| 2018 |                                       | The Unicorn                               | Edie                                |                    |
| 2018 |                                       | Frat Pack                                 | Moira                               |                    |
| 2021 | Egy jóravaló ház                      | The Good House                            | Mamie Lang                          | Orosz Anna         |
| 2022 | Vérapó                                | Violent Night                             | Gertrude Lightstone                 | Nyakó Júlia        |
| 2024 |                                       | Drugstore June                            | Marla                               |                    |
| 2024 | Mindörökké nyár                       | Summer Camp                               | Jane                                | Básti Juli         |

### Televízió

#### Tévéfilm
| Év   | Magyar cím                             | Eredeti cím                                    | Szerep                 | Magyar hang   |
| ---- | -------------------------------------- | ---------------------------------------------- | ---------------------- | ------------- |
| 1984 | A vágy villamosa                       | A Streetcar Named Desire                       | Stella DuBois Kowalski |               |
| 1986 |                                        | Slow Burn                                      | Laine Fleischer        |               |
| 1987 | Idegen kéz                             | Hands of a Stranger                            | Mary Hearn             | Bencze Ilona  |
| 1987 | Csillagközi hajótörött                 | The Man Who Fell to Earth                      | Eva Milton             | Szerencsi Éva |
| 1988 |                                        | Doubletake                                     | Caroline Wallace       |               |
| 1992 | Ki a bűnös? – Az igaz történet         | Trial: The Price of Passion                    | Johnnie Faye Boudreau  | Kovács Nóra   |
| 1992 | Az elveszett gyermek                   | A Child Lost Forever: The Jerry Sherwood Story | Jerry Sherwood         |               |
| 1993 |                                        | Judgment Day: The John List Story              | Helen List             |               |
| 1994 | Koholt vád                             | Jonathan Stone: Threat of Innocence            | Annie Hayes            |               |
| 1994 | Testvérbosszú: A Menendez-gyilkosságok | Menendez: A Killing in Beverly Hills           | Kitty Menendez         |               |
| 1996 |                                        | Widow's Kiss                                   | Vivian Fairchild       |               |
| 1996 |                                        | Sweet Temptation                               | Jesse Larson           |               |
| 1999 | A bűn királya                          | Lansky                                         | Teddy Lansky           |               |
| 2013 |                                        | The Good Mother                                | Kennedy bíró           |               |
| 2014 |                                        | The Michaels                                   | Millie Barnworth       |               |

#### Sorozat
| Év        | Magyar cím                               | Eredeti cím                       | Szerep                             | Megjegyzések          |
| --------- | ---------------------------------------- | --------------------------------- | ---------------------------------- | --------------------- |
| 1976      |                                          | Captains and the Kings            | Miss Emmy                          | 3 epizód              |
| 1983      |                                          | Faerie Tale Theatre               | Henbane                            | 1 epizód              |
| 1985      |                                          | Tall Tales & Legends              | Katrina Van Tassel                 | 1 epizód              |
| 1992      | Mesék a kriptából IV.                    | Tales from the Crypt              | Janice Baird                       | 1 epizód              |
| 1992–2008 | A Simpson család                         | The Simpsons                      | Lurleen Lumpkin (hangja)           | 2 epizód              |
| 1999      | Frasier – A dumagép                      | Frasier                           | Audrey (hangja)                    | 1 epizód              |
| 1999      | Vágyrajárók                              | Rude Awakening                    | Sidney 'Syd' Gibson                | 4 epizód              |
| 2000      |                                          | Talk to Me                        | Dr. Debra                          | 3 epizód              |
| 2003–2008 | Esküdt ellenségek: Különleges ügyosztály | Law & Order: Special Victims Unit | Rebecca Balthus                    | 5 epizód              |
| 2005–2011 | Törtetők                                 | Entourage                         | Barbara Miller                     | 25 epizód             |
| 2007      |                                          | Imperfect Union                   | Maizy                              | eladatlan próbaepizód |
| 2007      | Family Guy                               | Family Guy                        | Ellen Griswold (hangja)            | 1 epizód              |
| 2008      |                                          | Skip Tracer                       | Donna King                         | eladatlan próbaepizód |
| 2010      | Született szinglik                       | Cougar Town                       | Sheila Keller                      | 1 epizód              |
| 2014      | Barátaim jobb élete                      | Friends with Better Lives         | Gretchen                           | 1 epizód              |
| 2015      | Anyák gyöngye                            | Mom                               | Lorraine                           | 3 epizód              |
| 2015      |                                          | Chev & Bev                        | Beverly                            | eladatlan próbaepizód |
| 2017      |                                          | Shooter                           | Gregson nemzetbiztonsági tanácsadó | 4 epizód              |

## Díjak és jelölések
| Év      | Díj                             | Kategória                                              | Jelölt mű             | Eredmény |
| ------- | ------------------------------- | ------------------------------------------------------ | --------------------- | -------- |
| 1980    | Golden Globe-díj                | Legjobb női mellékszereplő                             | A szénbányász lánya   | Jelölve  |
| 1981    | Stinkers Bad Movie Awards       | Legirritálóbb hamis női akcentus                       | Mulató a sztrádán     | Jelölve  |
| 1984    | Primetime Emmy-díj              | Legjobb női mellékszereplő (minisorozat vagy tévéfilm) | A vágy villamosa      | Jelölve  |
| 1994/95 | Theatre World Award             | N/A                                                    | Simpatico (színdarab) | Elnyerte |
| 1997    | Nickelodeon Kids’ Choice Awards | Kedvenc színésznő                                      | Vegasi vakáció        | Jelölve  |
| 1998    | Satellite Award                 | Legjobb női mellékszereplő – filmdráma                 | Amerikai história X   | Jelölve  |

## Fordítás
- Ez a szócikk részben vagy egészben  a   Beverly D'Angelo című angol Wikipédia-szócikk fordításán alapul.  Az eredeti cikk szerkesztőit annak laptörténete sorolja fel. Ez a jelzés csupán a megfogalmazás eredetét és a szerzői jogokat jelzi, nem szolgál a cikkben szereplő információk forrásmegjelöléseként.